# A Show of Hands
A Show of Hands es el título del tercer álbum en directo -y decimoquinto en su carrera artística- por la agrupación canadiense de rock progresivo Rush. Fue grabado en varias localidades donde la banda ofreció conciertos durante las giras promocionales de sus álbumes "Power Windows" (1985) y "Hold Your Fire" (1987) y lanzado al mercado simultáneamente como álbum doble en vinilo, casete y CD. Adicionalmente al álbum, la banda lanzó un video del mismo nombre, en formato VHS, que fue reeditado en DVD en 2006, como parte del paquete especial "Replay X 3". Fue certificado con la categoría oro en ventas el 9 de marzo de 1989, a dos meses de su lanzamiento.

## Lista de canciones
La lista de canciones del álbum (tal como aparece en la edición CD) es la siguiente:
1. Intro (0:53)
2. "The Big Money" (5:52)
3. "Subdivisions" (5:19)
4. "Marathon" (6:32)
5. "Turn the Page" (4:40)
6. "Manhattan Project" (5:00)
7. "Mission" (5:44)
8. "Distant Early Warning" (5:18)
9. "Mystic Rhythms" (5:32)
10. "Witch Hunt" (Part III of "Fear") (3:55)
11. "The Rhythm Method" (solo de batería) (4:34)
12. "Force Ten" (4:50)
13. "Time Stand Still" (5:10)
14. "Red Sector A" (5:12)
15. "Closer to the Heart" (4:53)

## Localidades de grabación
La mayoría de las pistas del álbum fueron grabadas durante las presentaciones en el National Exhibition Centre de Birmingham, Reino Unido, los días 21, 23 y 24 de abril de 1988, durante la gira promocional del álbum "Hold Your Fire", con la excepción de:
- Las pistas 9 y 10, que fueron grabadas durante las presentaciones en el Meadowlands Arena de East Rutherford, (Nueva Jersey), Estados Unidos, con Marillion como banda de apertura, los días 31 de marzo y 1 de abril de 1986, durante la gira promocional del álbum "Power Windows".
- La pista 5, que fue grabada durante la presentación en el Lakefront Arena de New Orleans (Luisiana) el día 27 de enero de 1988.
- Las pistas 6 y 12, que fueron grabadas durante la presentación en el Veterans Memorial Coliseum de Phoenix (Arizona) el día 1 de febrero de 1988.
- La pista 7, que fue grabada durante la presentación en el Sports Arena de San Diego (California) el día 3 de febrero de 1988.

## Video
El video comprende una grabación diferente, realizada exclusivamente en la localidad de Birmingham, por lo que algunas canciones coinciden con la versión en audio, aunque otras no. Originalmente fue editado para formato VHS, en 1989, pero en 2006 se lanzó al mercado el paquete especial "Replay X 3", que contiene la versión en DVD de A Show of Hands. El listado de capítulos en esta última versión es la que sigue:
1. Introducción
2. "The Big Money"
3. "Marathon"
4. "Turn The Page"
5. "Prime Mover"
6. "Manhattan Project"
7. "Closer to the Heart"
8. "Red Sector A"
9. "Force Ten"
10. "Mission"
11. "Territories" +
12. "The Rhythm Method" (solo de batería)
13. "The Spirit of Radio"
14. "Tom Sawyer"
15. "2112: Overture"
16. "2112: The Temples of Syrinx"
17. "La Villa Strangiato"
18. "In The Mood"
19. Créditos

+ "YYZ" aparece al final del capítulo, como introducción al solo de batería.
En la edición original en VHS, aparecía el tema "Lock and Key" luego de "Force Ten"

## Polémica
La compañía discográfica de Rush en ese entonces (Mercury Records) tenía la intención de editar la versión CD de este lanzamiento como álbum doble, en dos discos, algo que los tres miembros de la banda consideraban no conveniente, puesto que de esa manera se hacía menos accesible al público y, por lo tanto, atentaba contra la popularidad de la grabación. Luego de varias discusiones al respecto, la compañía accedió a editar la versión CD en un solo disco, pero los roces generados entre los ejecutivos y la banda finalmente desembocaron en la no renovación del contrato de Rush con Mercury Records, al caducar el plazo de 15 años estipulado en el primer contrato. La banda firmaría entonces un nuevo contrato con Atlantic Records, su discográfica actual.

## Músicos
- Geddy Lee: Voz, Bajo y Sintetizadores
- Alex Lifeson: Guitarras, Coros y Sintetizadores
- Neil Peart: Percusión acústica y electrónica

- Datos: Q461441